# Ţ
Das Ţ (kleingeschrieben ţ) ist ein Buchstabe des lateinischen Schriftsystems, bestehend aus einem T mit Cedille. Er findet Anwendung im gagausischen Alphabet und repräsentiert dort den Doppellaut [t͡s] wie im Deutschen das Z und im Rumänischen das Ț.
Früher wurde Ţ (T mit Cedille) als Ersatz für das damals noch nicht kodierte Ț (T mit Unterkomma) in der rumänischen Sprache verwendet, seit Unicode 3.0 ist das Ț vorhanden.
Ambroise Firmin-Didot schlug 1868 die Einführung des Ţ im französischen Alphabet vor, da das T in dieser Sprache für zwei verschiedene Laute stehen kann (das T in „nation“ wird anders ausgesprochen als das T in „trente“). Das T mit Cedille sollte für das T, das wie ein s gesprochen wird, verwendet werden (bsp. naţion). Allerdings fand diese Idee keine größere Beachtung. 
Das T mit Cedille kann auch zur Transkription des arabischen Buchstabens ط verwendet werden. 

## Darstellung auf dem Computer
Unicode enthält das Ţ an den Codepunkten U+0162 (Großbuchstabe) und U+0163 (Kleinbuchstabe). In ISO 8859-2 ist das Ţ an den Stellen 0xDE (Großbuchstabe) und 0xFE (Kleinbuchstabe) enthalten. Es gibt noch viele Rechner, die das Ț nicht darstellen können, da es nicht zur Windows Glyph List 4 gehört, die vom Internet Explorer bis einschließlich Version 6 unterstützt wird. Daher wird teilweise auch heute noch auf das Ţ zurückgegriffen. Dieselbe Problematik besteht auch mit dem Ș.